# Jean-Joseph Claude Descharrières
Jean-Joseph Claude Descharrières, né en 1744 au Val d'Ajol (Vosges) et mort le 8 mai 1831 à Strasbourg, est un prêtre et un historien français.

## Biographie
Issu de parents aisés, il a reçu une éducation religieuse et montra de belles dispositions à l'apprentissage.
Dans son jeune âge, il fut envoyé au collège d'Avignon. À l’époque de Clément XIV, en 1773, Jean-Joseph Claude Descharrières n'avait pas encore fait ses derniers vœux qui ne se prononcent qu'à 33 ans. Il retourna dans son diocèse et entra au séminaire de Besançon pour y faire sa théologie qu'il n'avait pas encore étudiée chez les Jésuites.
Devenu prêtre on le nomma aumônier du Ier Régiment d'Artillerie, place qu'il remplit pendant quelques années avec succès. Il affectionnait spécialement les militaires. Dans sa vieillesse, il aimait encore s'occuper d'eux et à indiquer les meilleurs moyens de gagner leur confiance et de travailler à leur salut. 
Ensuite, il fut vicaire à Belfort, puis a été nommé à la cure de Saint-Loup-sur-Semouse (Saint-Loup en Vôge à l'époque). Il occupait cette place au moment de la révolution de 1789. Le refus du serment l'enleva à ses paroissiens et le força même de quitter sa patrie.
Il relira Augsbourg, où la protection de l'évêque, le prince Clément Wenceslas de Saxe, lui faisait espérer d'être mieux reçu. Fuyant les Français, il alla en Allemagne puis gagna Vienne (Autriche).
Il fut nommé professeur de mathématiques au collège Tbérésien et fut chargé en outre des princes Gallitzin. La tranquillité dont il jouissait en ce pays, et son affection pour ses élèves, le retinrent en Allemagne même après le concordat de 1801. Il ne rentra en France qu'en 1806 et se fixa d'abord à Belfort où il prit une place de professeur dans le petit collège de la ville. Il desservait en même temps la paroisse du Valdoie, village voisin où il avait exercé le ministère avant la révolution.

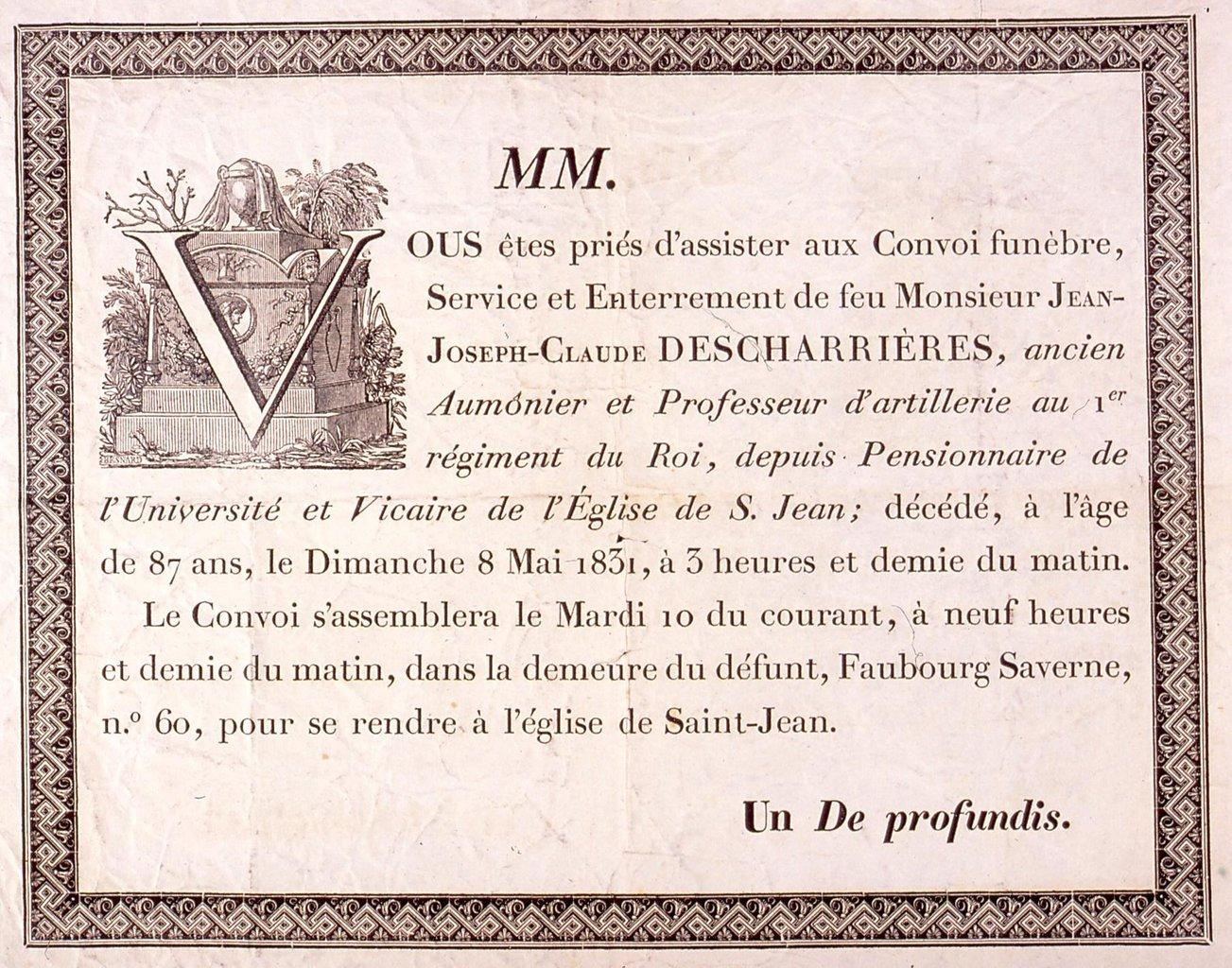
Annonce mortuaire

Parallèlement, il s'amusait à faire des recherches sur l'histoire du pays et il publia un extrait de son travail sous le titre : Essai sur l'histoire littéraire de Belfort et du voisinage (avec un grand nombre de notes par J.J.C.D.P.C.R. Belfort, 1808, in-12 de 192 pages).
En 1810, il devint aumônier du collège royal de Strasbourg. Ces fonctions convenaient à son affection pour la jeunesse, à son zèle pour l'instruire et à ses connaissances qui le mettaient en état de la prémunir contre les séductions de l'incrédulité 
Mais en 1821, on lui donna sa retraite avec une petite pension. Il fut assez sensible à cette espèce de disgrâce qu'il ne croyait pas avoir méritée et qui ne doit pas être attribuée, sans doute, qu'à son âge. L'abbé Descharrières avait alors 77 ans. Il s’attacha à la paroisse de Saint-Jean et s y rendait encore utile. Jusque dans sa vieillesse, il aimait à faire le catéchisme aux enfants et s'occupait de travaux littéraires et de recherches historiques.
C'est au milieu de ces occupations que la mort le frappa et il succomba le 8 mai 1831 à une attaque d'apoplexie.
Il a laissé d'importants manuscrits sur l'histoire de la ville de Belfort, cité ci-dessus, un travail du même genre sur Plombières et sur le Val d'Ajol, des recherches sur l'histoire ecclésiastique et civile d'Alsace et une dissertation sur un manuscrit de la bibliothèque publique de Strasbourg intitulé : Code de Rachion (Prélat de Strasbourg de 782 et 783-après 786).